# 池田吉政
池田 吉政（いけだ よしまさ）は、江戸時代前期の備前国岡山藩の世嗣。官位は従四位下・備前守。

## 略歴
2代藩主・池田綱政の六男として誕生。母は玉岡（吉見氏）。幼名は岩千代、初名は政孝（まさたか）。
貞享2年（1685年）に5代将軍・徳川綱吉に拝謁してその偏諱を受けて吉政と改名し、元禄5年（1692年）に叙任する。しかし、家督を相続することなく元禄8年（1695年）に18歳で死去した。
代わって三弟・政順が嫡子となったが早世し、四弟・継政が嫡子となり家督を継いだ。